# Stazione di Montallese

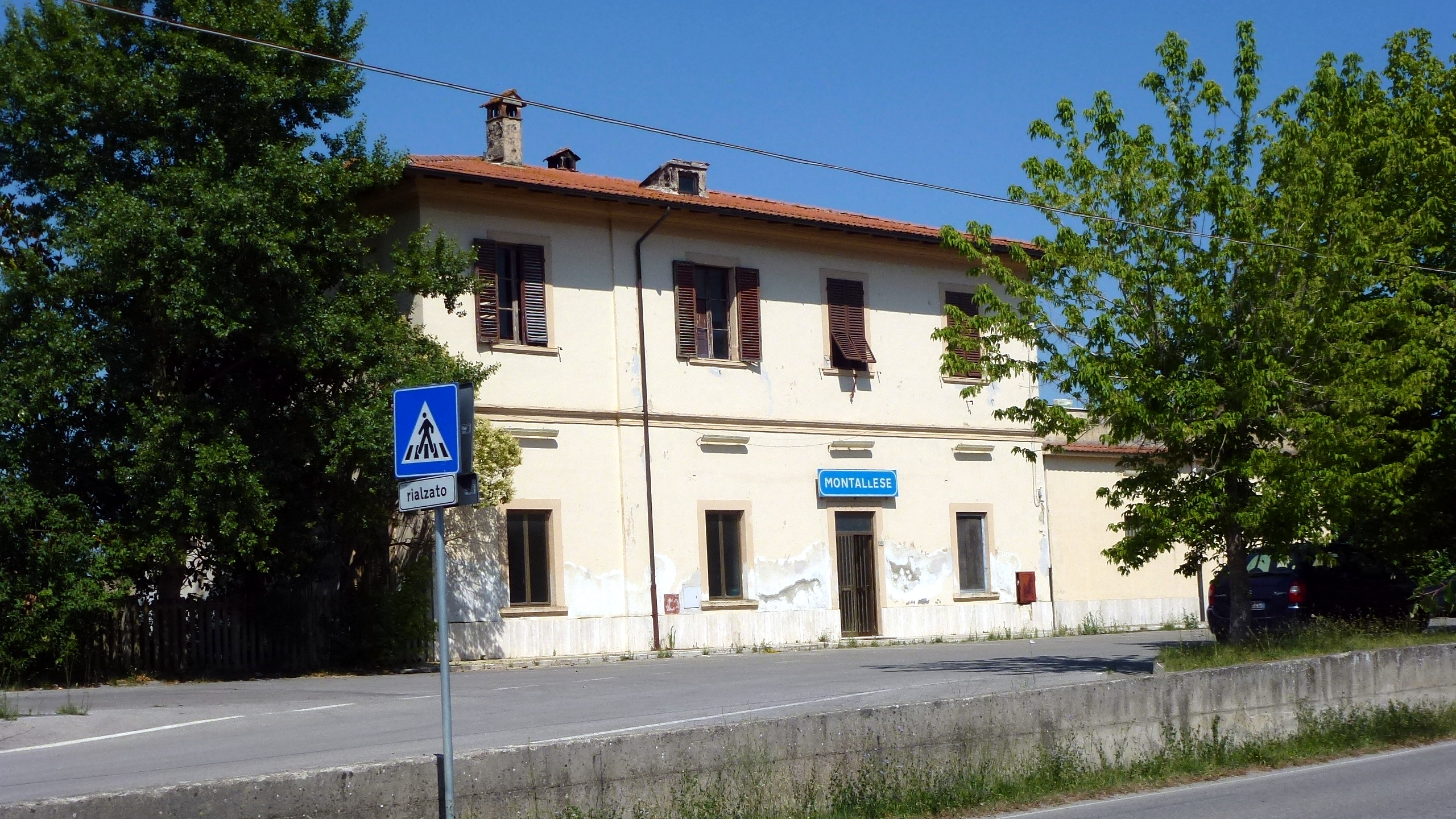
Il fabbricato viaggiatori visto dal lato stradale

La stazione di Montallese è una stazione ferroviaria senza traffico posta sulla linea Empoli-Chiusi, e punto d'origine dell'interconnessione "Chiusi Nord" verso la e "direttissima" Firenze-Roma. Serviva la frazione omonima del comune di Chiusi.
Dal 2017 è in uso come posto di movimento.

## Storia
Nel 1982 si cominciò raddoppiare il tratto Chiusi-Montallese e di conseguenza vennero apportati degli ampliamenti al piano del ferro.
Nel 2002 la stazione risultava impresenziata insieme ad altri 7 impianti sulla linea.
Il 28 febbraio 2017 venne trasformata in posto di movimento.

## Strutture e impianti
La stazione è composta da un fabbricato viaggiatori e da tre banchine collegate tramite un sottopassaggio che servono i 4 binari passanti della linea. Vi è anche uno scalo merci avente un magazzino, un piano caricatore e 11 binari di scalo. Questi vengono utilizzati di solito per l'accantono di mezzi da lavoro.
Dal bivio omonimo posto fuori stazione, che permette di passare dalla linea Centrale Toscana alla Direttissima, in direzione Chiusi la linea Empoli-Chiusi è a doppio binario elettrificato mentre dalla stazione in poi, verso Empoli, è a binario unico e non elettrificato.

## Interscambi
La stazione permette i seguenti interscambi:
- Fermata autobus